# Ossenhoeder (zen)
Jügyõ(-no)-zu is Japans en betekent tien ossenhoederbeelden of de tien stadia van verlichting of simpelweg ossenhoeders, en dat is wat het symboliseert, de tien stadia van de verlichting. Deze tien beelden worden doorgaans geïllustreerd middels 10 eenvoudige pentekeningen omgeven door een cirkel en begeleid met teksten, vaak op rijm. De 'Ossenhoeders' werden bekend in Japan in de 14e en 15e eeuw en er zijn meerdere versies bekend; de bekendste is van de hand van Kúo-an Chih-yüan (circa 1500 n.Chr.).

## Tien stadia
De tien stadia van verlichting worden geïllustreerd door:
1. het zoeken van de os
2. het vinden van de sporen
3. het zien van de os
4. het vangen van de os
5. het temmen van de os
6. de rit naar huis
7. de os is vergeten, de mens blijft
8. de os en de mens zijn beide vergeten
9. teruggekeerd tot de oorsprong
10. het betreden van de markt met open ogen

In het begin van de tien stadia is de os zwart en hij wordt gaandeweg steeds witter om uiteindelijk geheel te verdwijnen. De laatste stadia worden door een lege cirkel geïllustreerd. 

## Varia
- de os wordt soms ook afgebeeld als een buffel
- er bestaan meerdere versies die uit vijf of acht afbeeldingen bestaan.